# Wilhelm Zabel
Wilhelm Zabel (fl. XX secolo) è stato un ginnasta e multiplista statunitense.

## Carriera
Zabel partecipò ai Giochi olimpici di Saint Louis 1904 nelle gare di triathlon e ginnastica. Giunse centoduesimo nel concorso generale individuale, novantaduesimo nel triathlon e novantacinquesimo nel concorso a tre eventi.